# Eueides olga
Eueides olga är en fjärilsart som beskrevs av Heinrich Neustetter 1916. Eueides olga ingår i släktet Eueides och familjen praktfjärilar. Inga underarter finns listade i Catalogue of Life.